# Tragia brouniana
Tragia brouniana är en törelväxtart som beskrevs av David Prain. Tragia brouniana ingår i släktet Tragia och familjen törelväxter. Inga underarter finns listade i Catalogue of Life.